# Blessed by a Broken Heart
Blessed by a Broken Heart est un groupe canadien de metalcore, originaire de Montréal, au Québec. Formé en 2003, il est composé du chanteur et guitariste Sam Ryder, du guitariste soliste Sean « Shred » Maier, du bassiste Tyler Hoare et de Slater à la batterie. Ils comptent trois albums entrés aux classements Billboard Christian Albums et des Heatseekers Albums.
Le groupe a subi de nombreux changements d'alignement tout au long de son existence ; le bassiste Tyler Hoare est le dernier membre original. En juillet 2012, Tony Gambino annonce son départ du groupe, et cède sa place à Sam Ryder. Le groupe se sépare en 2013.

## Biographie

### Débuts (2003–2006)
Le concept du groupe est mis en place en 2003 par Tyler Hoare. La formation originale se compose du chanteur Hugh Charron, Joel Sauvé (guitare solo), Robbie Hart (guitare rythmique), Frank Shooflar (batterie), et de Simon Foxx (claviers). Leur premier album, All Is Fair In Love and War, produit au label Blood and Ink Records en 2004, est orienté vers un son deathcore.
En 2005, après le départ de Joel Sauvé, ils intègrent un guitariste au style shred, Sean « Shred » Maier, de Long Island, New York, et commencent progressivement à évoluer vers un style glam metal des années 1980. L'année suivante, ils partent en tournée à guichet fermé au Royaume-Uni en tête d'affiche avec Enter Shikari.

### Pedal to the Metal(2007–2011)

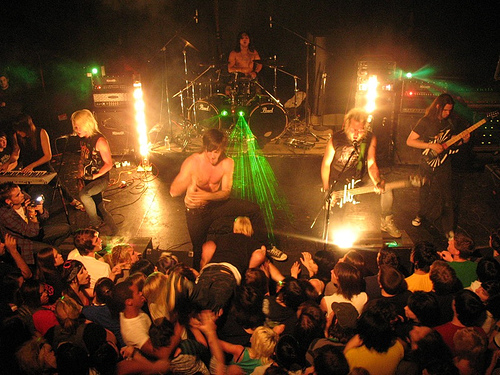
Blessed by a Broken Heart, 2007

En janvier 2007, après l'arrivée de Tony Gambino au chant, ils signent avec Century Media Records, et passent le mois d'avril aux studios The Farm, à Vancouver, avec le producteur Garth « GGGarth » Richardson et l'ingénieur-son Ben Kaplan, à enregistrer leur deuxième album studio Pedal to the Metal. Ils passent le reste de l'année 2007 en tournée aux États-Unis avec The Devil Wears Prada, A Day to Remember et Mychildren Mybride, avant d'être rejoint par Kittie, It Dies Today, Silent Civilian, et Bring Me the Horizon pour le reste de la tournée. Ils finissent leur tournée avec un enchaînement de tête d'affiche au Royaume-Uni avec Azriel et Dividing the Line. Après cette tournée, Robbie Hart, le guitariste rythmique et Simon Foxx le claviste, membres originaux, sont virés du groupe.
Après l'arrivée du guitariste rythmique Casey Jones et du claviériste Slater, ils passent leur été 2008 au premier Scream the Prayer Tour, rejoints par Sleeping Giant, Impending Doom, et War of Ages. Pedal to the Metal est publié seize mois après l'enregistrement de l'album par Century Media en Europe en août 2008 et aux États-Unis en septembre 2008. Une tournée en tête d'affiche en Europe et au Royaume-Uni est prévue pour novembre et décembre 2008 aux côtés de I Am Ghost et Devil's Gift. À la fin de la tournée européenne de 2008, le batteur original Frank Shooflar annonce sa séparation du groupe afin de poursuivre sa carrière de producteur et compositeur. Il est remplacé par Slater à la batterie, et Rex Krueger remplace Slater en tant que claviériste. En mai 2009, le groupe part en tournée au Japon avec Maximum the Hormone et Bring Me the Horizon. En septembre 2009, le groupe embarque pour l'Australie pour une tournée en tête d'affiche, cela incluait un passage par Hobart, Tasmanie - un endroit pas beaucoup joué par les groupes canadiens et américains. En octobre, le groupe joue au fameux Loud Park Festival dans la salle Makuhari Messe à Chiba, au Japon, avec notamment Megadeth, Judas Priest et Steel Panther. Plus tard dans l'année, le groupe annonce sa rupture de contrat avec Century Media Records.
Pendant l'été 2010, le groupe participe de nouveau au Scream the Prayer, cette fois-ci avec Maylene and the Sons of Disaster, For Today, A Plea for Purging, The Color Morale, et beaucoup d'autres. Cependant, ils devront couper court à la tournée à cause d'un problème de bus. Ils jouent le dernier concert de leur tournée au festival de rock chrétien Heavenfest. Toujours en 2010, le claviériste Rex Krueger quitte le groupe pour poursuivre d'autres projets. Sam Ryder (membre de The Morning After) joue alors la guitare rythmique dans le groupe pour la tournée européenne, Caser Jones doit rester chez lui pour être présent lors de la naissance de son premier enfant. Sam Ryder devient le guitariste rythmique officiel du groupe.

### Feel the Poweret séparation (2011–2013)
Le 24 juin 2011, Tooth & Nail Records diffuse la vidéo officielle de bienvenue de Blessed by a Broken Heart dans le label, dans lequel le groupe annonce l'enregistrement d'un nouvel album. La vidéo comprend un clip teaser de Holdin' Back for Nothin'. Le 30 septembre, annonce un morceau appelé Deathwish il sera disponible le 17 octobre 2011 pour le prix d'un tweet, et sera le premier single du nouvel album appelé Feel the Power, dont la sortie est prévue à l'époque pour le 24 janvier 2012 ; il est finalement disponible plus tôt. La pochette de l'album est également dévoilée lors d'une vidéo de Tony Gambino. Un second single, Forever, est partagé le 6 décembre 2011, avec une vidéo le 17 janvier 2012. En juillet 2012, le chanteur Tony Gambino, annonce son départ du groupe pour des raisons personnelles, notamment pour être avec sa famille. Le guitariste rythmique Sam Ryder annonce alors qu'il devient le nouveau chanteur, ses premiers chants se font entendre sur le single Out of Control, sorti le 24 juillet 2012.
Le 7 septembre 2013, le guitariste Sean Maier annonce que le groupe se séparait en raison de luttes juridiques répétées avec les maisons de disques et le manque de soutien des agences de concerts. Il déclare également que le chanteur Sam Ryder continuerait à travailler en tant que chanteur pour Close Your Eyes, et Maier continuerait à travailler sur son nouveau projet, Shred Starz.

### Réunions (depuis 2014)
Après sa séparation officielle, Blessed by a Broken Heart se réunit pour un concert le 31 octobre 2014. En février 2017, le groupe est exclusivement annoncé pour la 12e édition du Rockfest à Montebello, au Québec, du 22 au 25 juin.

## Membres

### Derniers membres
- Tyler Hoare - basse (2005–2013), chœurs (2003–2013), guitare rythmique (2003–2005)
- Sean « Shred » Maier - guitare solo (2005–2013)
- « Slater » - batterie (2009–2013), chœurs (2008–2013), claviers (2008–2009, 2010–2013)
- Sam Ryder - chant (2012–2013), guitare rythmique (2010-2012)

### Membre de tournées
- Ian « Captain Morgain » Scott - guitare rythmique (2012–2013)

### Anciens membres
- Hugh Charron - chant (2003–2005)
- Joel Sauvé - basse (2003–2005)
- Robbie Hart - guitare rythmique (2005–2008), chœurs (2003–2008), guitare solo (2003–2005)
- Frank « The Bird » Shooflar - batterie (2003–2008)
- Simon Foxx - claviers, guitares additionnelles (2003–2008)
- Matt Kirk - chant (2005–2006)
- Jon Cline - chant (2006–2007)
- Tony Gambino - chant (2007-2012)
- Joel « Casey » Jones - guitare rythmique, chœurs (2008–2010)
- Ben « Rex » Krueger - claviers (2009–2010)

## Discographie

### Albums studio
- 2004 : All Is Fair In Love and War
- 2008 : Pedal to the Metal
- 2012 : Feel the Power

### Singles à part
- 2008 : Mic Skillz 2
- 2009 : Motor Truck City
- 2009 : Separate Ways (Worlds Apart)